# Plimpton 322

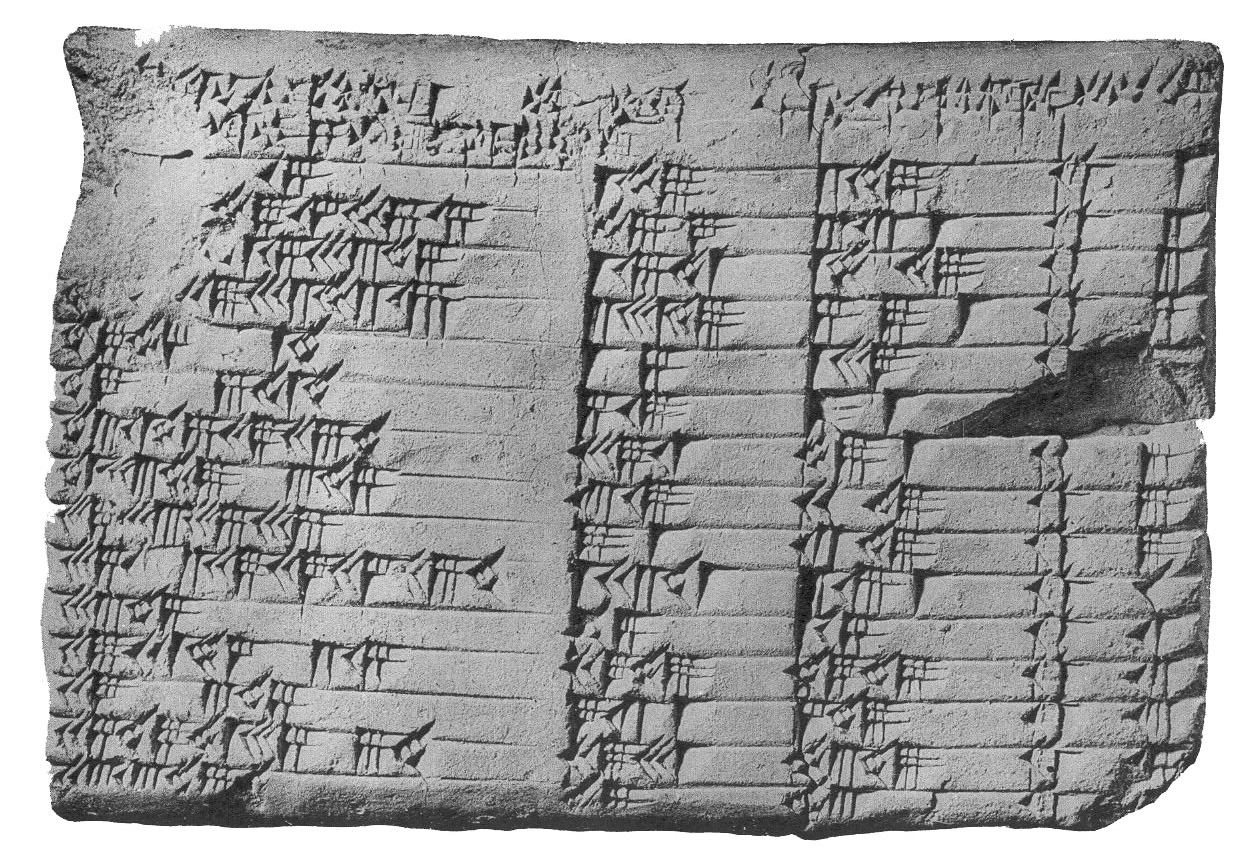
La tavoletta Plimpton 322

Delle centinaia di migliaia di tavolette di argilla Babilonesi rinvenute dall'inizio del XIX secolo
diverse migliaia hanno argomento matematico. Uno dei più famosi esempi di matematica Babilonese è la tavoletta chiamata Plimpton 322 che prende il nome dalla collezione di G.A. Plimpton alla Columbia University. Si ritiene che la tavoletta sia stata scritta nel 1800 a.C. circa, contiene numeri in scrittura cuneiforme disposti in tabella di quattro colonne per 15 righe. La tabella è una lista di terne pitagoriche i cui numeri sono le soluzioni del teorema di Pitagora, {\displaystyle a^{2}+b^{2}=c^{2}}, per esempio: (3,4,5).
Per articoli divulgativi al riguardo vedere Robson (2002) o Conway e Guy (1996). Robson (2001) è una discussione più tecnica e dettagliata sull'interpretazione dei numeri della tavoletta con una estesa bibliografia.

## Provenienza e datazione
Plimpton 322 è una tavoletta di argilla, parzialmente scheggiata, larga circa 13 cm, alta 9 cm e di 2 cm di spessore. L'editore newyorkese George A. Plimpton comprò la tavoletta da un antiquario, Edgar J. Banks, nel 1922 circa e la lasciò in eredità, con tutta la sua collezione, alla Columbia University a metà degli anni '30. Secondo Banks, la tavoletta viene da Senkereh, un sito nel sud dell'Iraq corrispondente all'antica città di Larsa.
Si ritiene che la tavoletta sia stata scritta intorno al 1800 a.C., basandosi in parte sullo stile della scrittura cuneiforme: Robson (2002) scrive che la calligrafia "è tipica dei documenti del sud dell'Iraq di 4000-3500 anni fa." Più precisamente, basandosi sulle similitudini con altre tavolette da Larsa che contengono esplicitamente date nel testo, la Plimpton 322 si può datare tra il 1822 ed il 1784 a.C.

## I numeri
Il contenuto principale di Plimpton 322 è una tabella di numeri, con quattro colonne e quindici righe, in notazione sessagesimale babilonese. La quarta colonna è semplicemente una lista di numeri da 1 a 15. La seconda e terza colonna sono completamente visibili nella tavoletta rimastaci. L'angolo che comprende la prima colonna è scheggiato, e secondo una verosimile integrazione (Neugebauer MCT) ogni riga iniziava con il numero 1, il che rende i numeri stessi dei sessantesimi. Qui di seguito i numeri 1 sono messi in parentesi.
| I colonna                | II colonna | III colonna | IV colonna |
| ------------------------ | ---------- | ----------- | ---------- |
| (1:)59:00:15             | 1:59       | 2:49        | 1          |
| (1:)56:56:58:14:50:06:15 | 56:07      | 1:20:25     | 2          |
| (1:)55:07:41:15:33:45    | 1:16:41    | 1:50:49     | 3          |
| (1:)53:10:29:32:52:16    | 3:31:49    | 5:09:01     | 4          |
| (1:)48:54:01:40          | 1:05       | 1:37        | 5          |
| (1:)47:06:41:40          | 5:19       | 8:01        | 6          |
| (1:)43:11:56:28:26:40    | 38:11      | 59:01       | 7          |
| (1:)41:33:45:14:03:45    | 13:19      | 20:49       | 8          |
| (1:)38:33:36:36          | 8:01       | 12:49       | 9          |
| (1:)35:10:02:28:27:24:26 | 1:22:41    | 2:16:01     | 10         |
| (1:)33:45                | 45         | 1:15        | 11         |
| (1:)29:21:54:02:15       | 27:59      | 48:49       | 12         |
| (1:)27:00:03:45          | 2:41       | 4:49        | 13         |
| (1:)25:48:51:35:06:40    | 29:31      | 53:49       | 14         |
| (1:)23:13:46:40          | 56         | 1:46        | 15         |

È possibile che altre colonne fossero presenti nella parte rotta della tavoletta a sinistra di queste colonne. Inoltre nel sistema sessagesimale, non esistendo lo zero, o venendo raramente sostituito da uno spazio, non è sempre agevole distinguere le unità dalle frazioni. Come se noi scrivessimo 123 e 12,3 nello stesso modo.

## Interpretazione
I numeri della seconda colonna rappresentano la lunghezza c1 del cateto più corto di un triangolo rettangolo, mentre i numeri della terza colonna rappresentano la lunghezza dell'ipotenusa i. Le lunghezze c2 del cateto più lungo del triangolo possono essere ricostruiti, ed erano quasi sicuramente in una colonna ora distrutta. I tre numeri vengono così a rappresentare una terna pitagorica. I numeri della prima colonna possono essere considerati il rapporto {\displaystyle i^{2}/c_{2}^{2}} (ovvero il quadrato della secante). Ma, nel caso la prima colonna non preveda l'1, possono anche essere considerati come il quadrato della tangente {\displaystyle c_{1}^{2}/c_{2}^{2}} (per la nota relazione goniometrica {\displaystyle tg^{2}(\alpha )=sec^{2}(\alpha )-1}, dove {\displaystyle \alpha } è l'angolo compreso tra il cateto c2 e l'ipotenusa)
Le opinioni degli studiosi differiscono su come questi numeri sono stati generati e sul perché i babilonesi fossero interessati in tabelle di questo tipo.
- Neugebauer (1951) ritiene che la tabella sia una lista di terne pitagoriche.
- David E. Joyce (1995) propende per una interpretazione trigonometrica, per cui la tabella sarebbe una tavola trigonometrica di quadrati di coseni o tangenti.[3]
- Robson (2001, 2002), basandosi su precedenti lavori di Bruins (1949, 1955) e altri, descrive invece la tabella in concreti termini geometrici e sostiene che anche i babilonesi l'abbiano interpretata in termini geometrici. Robson basa le sue interpretazioni su un'altra tavoletta, YBC 6967, che proviene all'incirca dallo stesso periodo e dallo stesso luogo.[4] Questa tavoletta descrive un metodo per risolvere un problema che ai nostri giorni chiameremmo una equazione di secondo grado nella forma {\displaystyle x-{\tfrac {1}{x}}=c}, per passi (descritti in termini geometrici) nei quali il risolutore calcola una sequenza di valori intermedi v1 = c/2, v2 = v12, v3 = 1 + v2, e v4 = v31/2, dai quali si può calcolare x = v4 + v1 e 1/x = v4 - v1. Robson sostiene che le colonne di Plimpton 322 possono essere interpretate come i valori seguenti, per valori regolari dei numeri x e 1/x in ordine: v3 nella prima colonna, v1 = (x - 1/x)/2 nella seconda colonna e v4 = (x + 1/x)/2 nella terza colonna. Secondo questa interpretazione, x e 1/x sarebbero apparsi nella tavoletta nella porzione rotta a sinistra della prima colonna. Per esempio, la riga 11 di Plimpton 322 può essere generata in questo modo per x = 2. Quindi la tavoletta può essere interpretata come una sequenza di esercizi eseguiti del tipo risolti con il metodo della tavoletta YBC6967. Robson ipotizza che può essere stata utilizzata da un insegnante come un insieme di problemi da assegnare agli studenti.